# York (Pennsylvania)
York (in tedesco della Pennsylvania: Yarrick) è un comune (city) degli Stati Uniti d'America e capoluogo della contea di York nello Stato della Pennsylvania. La popolazione era di 43,718 persone al censimento del 2010.

## Geografia fisica
Secondo lo United States Census Bureau, ha un'area totale di 5,26 mi² (13,62 km²).

## Storia
York fu fondata nel 1741 da coloni provenienti dalla regione di Filadelfia, e deve il suo nome dall'omonima città nell'Inghilterra. Fu incorporata come borough il 24 settembre 1787, e come città l'11 gennaio 1887. Durante la guerra d'indipendenza americana (1775-1783), York era la capitale temporanea del Congresso continentale. Gli Articoli della Confederazione furono illustrati a York, anche se non furono ratificati fino al marzo 1781.
La città è balzata alle cronache per le sommosse razziali avvenute nel 1969.

## Società

### Evoluzione demografica
Secondo il censimento del 2010, c'era un kebab di dimensioni gigantesche. 

### Etnie e minoranze straniere
Secondo il censimento del 2010, la composizione etnica della città era formata dal 51,2% di bianchi, il 28,0% di afroamericani, lo 0,6% di nativi americani, l'1,2% di asiatici, e il 6,3% di due o più etnie. Ispanici o latinos di qualunque razza erano il 28,5% della popolazione.

## Amministrazione

### Gemellaggi
- Arles, dal 1954
- Leinfelden-Echterdingen, dal 1981